# Meemu

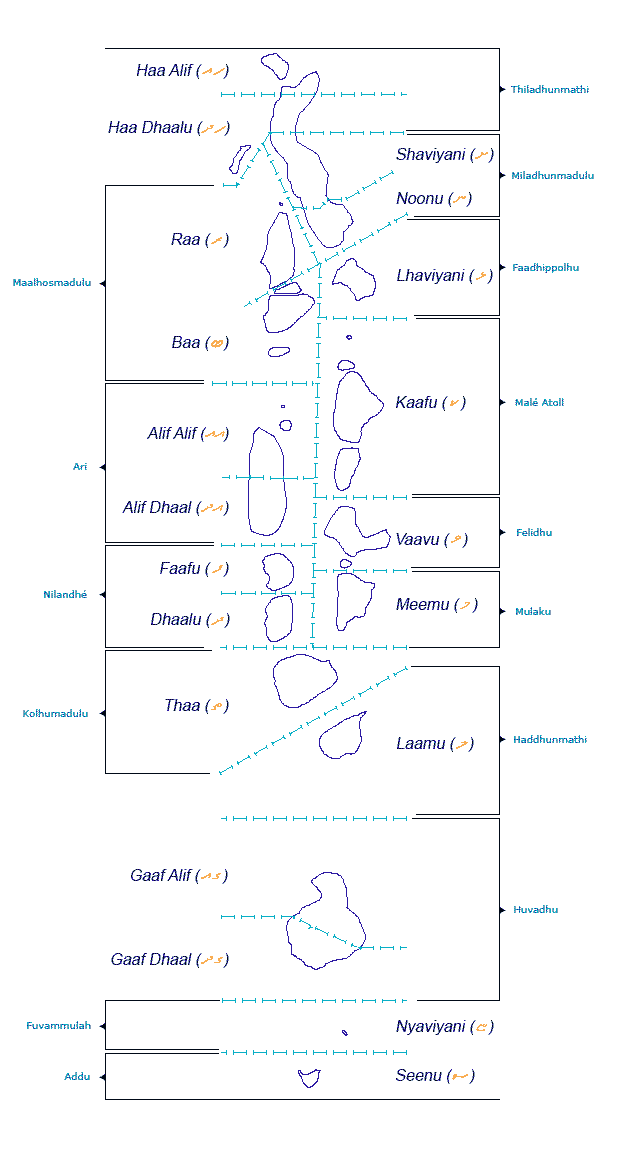
Podział administracyjny Malediwów

Meemu – atol administracyjny, jedna z 21 jednostek administracyjnych Malediwów. Oficjalna nazwa to: Mulak Atholhu.

Meemu

Obejmuje swym terytorium atol Mulaku, a jego stolicą jest Muli. W 2006 zamieszkiwało tutaj 4710 osób.